# Голям пожар в Смирна
Понятията Големият пожар в Смирна и Смирненската катастрофа се отнасят до клането на гръцкото и арменското население на Смирна от кемалската войска, както и опожаряването на града през септември 1922 г. Това е последният значим акт на Арменския геноцид.
Смирненската катастрофа е започала 7 дни след изтеглянето на последната гръцка военна част от Мала Азия и след влизането на турската армия, на самия Мустафа Кемал и на неговите нередовни войски в града. Пожарът е започнал първоначално в арменския квартал, по-конкретно с взривяването на арменската църква „Свети Николай“, където се били подслонили жените и децата, обсадени от турците. Обсадата била пробита от гръцкия капитан Сидерис (Исидорос) Пантазопулос, който дълги години се борил с нередовните разбойнически чети в околните планини. Гърците влезли в църквата и дали вода и храна на обсадените, но по-многобройните турци бързо се прегрупирали, взели барут от близкото барутно депо, отново обградили църквата и я взривили. С помощта на благоприятния за турците вятър (който духал в обратна посока от турската махала) и на бензина, с който турците за напръскали къщите, огънят обхванал целия град, с изключение на мюсюлманския и еврейския квартал, и продължил от 31 август до 4 септември (по стария календар). Днес тази дата всъщност е на 13 септември, тъй като следващата година в Гърция е въведен новия календар.

## Събития преди палежа
След разбиването на фронта и безредното отстъпление и оттегляне на гръцката експедиционна част от Афьон Карахисар (средата на август 1922 г.) започнало изтласкването на голяма част от християнското население (гърци и арменци) към малоазийския бряг, което според изчисленията на Вселенската патриаршия, достигало 250 000 души (гърци). Също така в Смирна са намерили убежище и 15 000 арменци, натикани в различните учреждения и къщи на арменската общност.
Непрекъснатото пристигане на влакове, превозващи остатъци от войската и бежанци към Смирна(изчислено е, че достигали до 30 000 на ден), както и засилените слухове за пълното разбиване на фронта, увеличили напрежението и неспокойството на населението, докато подготовката на гръцката администрацията за заминаване вече не оставила и най-малкото съмнение относно последващото развитие. Пред лицето на заплашителната ситуация, която се развила, показателен е отговорът на гръцкия върховен комисар Аристид Стергиадис към бившия префект на Лесбос и губернатора на Хиос Георгиос Папандреу, когато последният го посъветвал незабавно да информира гръцкото население да напусне града. Съобщава се, че Стергиадис е казал на Папандреу: „По-добре е те да останат тук, Кемал да ги изколи, защото ако отидат в Атина, ще обърнат всичко наопаки.“ До последния момент властите успокоявали жителите на Смирна, а комисар Стергиадис реагирал остро на предложенията на „Отбраната на Мала Азия“ и на митрополит Златоуст (които били обезпокоени и предлагали въоръжаване на малазийското население).
Последната гръцка военна част си заминава на 24 август / 6 септември. На следващия ден хилядите гръцки и арменски бежанци, които изпълнили цялата дължина на известната брегова линия „Ке“ в Смирна, чакали напразно вече принудително иззетите гръцки кораби да ги извозят до съседните гръцки острови. (Вижте раздел „Гръцкият флот“ по-долу). След сериозната намеса на американския консул Ж. Хортън (Г. Хортън) били изпратени два американски военни кораба, за да обслужат бежанците. На следващия ден, 26 август / 8 септември (1922 г.), гръцките власти в Смирна си заминали. Дотогава действащият гръцки върховен комисар на Смирна, Стергиадис, бил качен на английски военен кораб, който го извозил до Константинопол, и оттам избягал във Франция.
Обратното броене за град Смирна вече било започнало.